# Apterostigma ierense
Apterostigma ierense é uma espécie de inseto do gênero Apterostigma, pertencente à família Formicidae.